# Estación de Marrachí
Marrachí (en mallorquín y oficialmente según SFM Marratxí) es una estación ferroviaria situada en el municipio homónimo de la isla de Mallorca, España. Cuenta con parada de las tres líneas que gestiona Servicios Ferroviarios de Mallorca, T1 (Palma de Mallorca-Inca), T2 (Palma de Mallorca-La Puebla) y T3 (Palma de Mallorca-Manacor). Entre 2013 y 2022 la estación estuvo integrada en la red del metro de Palma de Mallorca, perteneciendo a la extinta línea M2.

## Situación ferroviaria
La estación se encuentra en el punto kilométrico 8,412 de la línea férrea de ancho métrico Palma-Manacor, a 77 metros de altitud. El tramo es de vía doble y está electrificado a 1500 V en CC. Históricamente perteneció a la línea, parcialmente desmantelada, de Palma a Artá con ramales a Felanich, La Puebla y Alaró.

## Historia

### Primeros años

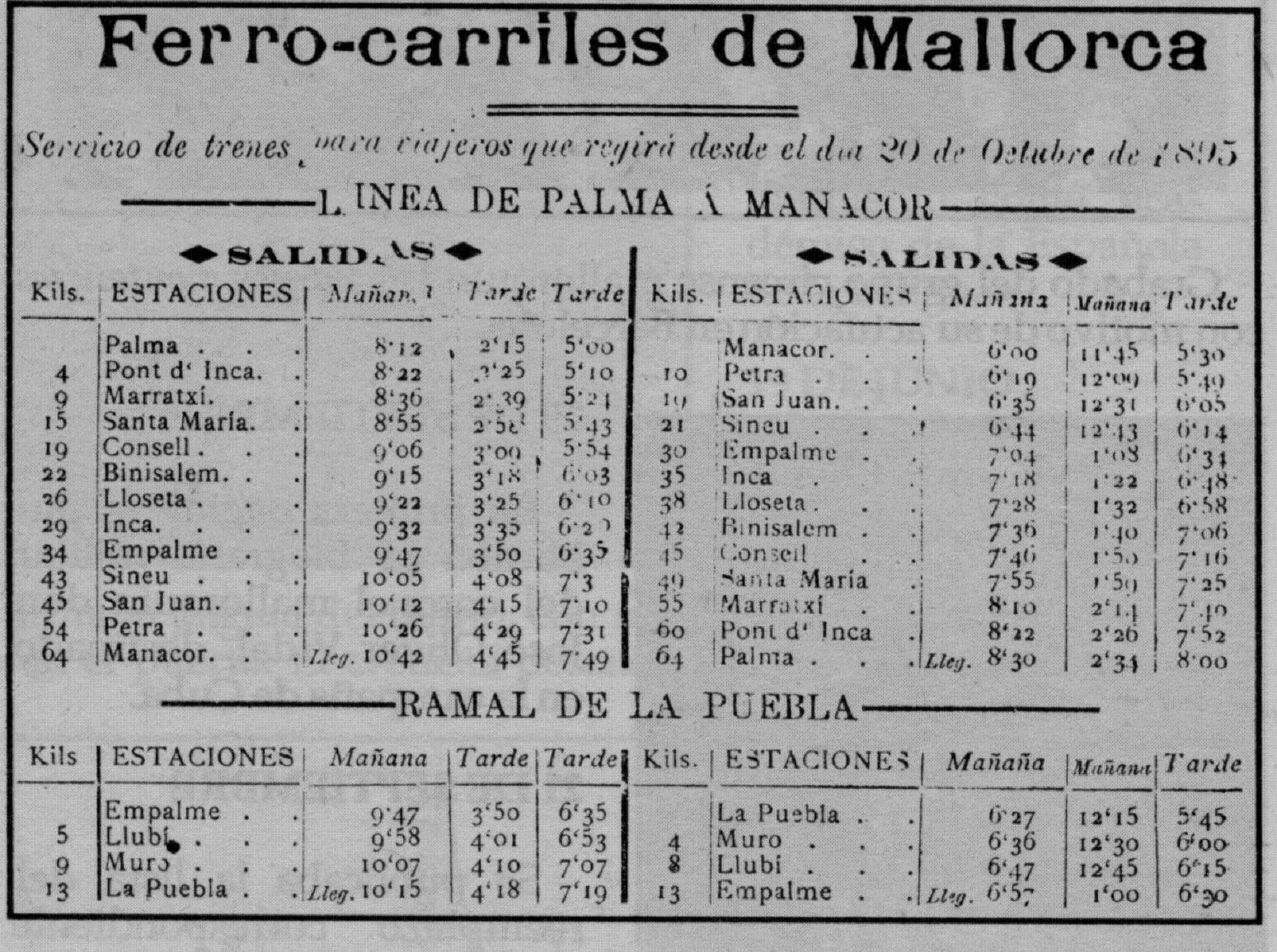
Horarios de 1895, donde aparece la estación bajo su nombre en catalán Marratxí

La estación fue inaugurada el 25 de febrero de 1875 con la puesta en marcha del tramo Palma de Mallorca – Inca de la actual línea Palma - Manacor. Su explotación inicial quedó a cargo de la Compañía de los Ferrocarriles de Mallorca quien también se hizo con la línea Inca - La Puebla en 1878 y con la totalidad de la red ferroviaria mallorquina a excepción del Ferrocarril de Sóller. Inicialmente el ancho de la vía era de tres pies (914 mm).
En 1922 se llegó a contemplar la electrificación del tramo entre Palma e Inca, pero el proyecto presentado no se llevó a cabo. El 5 de mayo de 1931 se completó la doble vía en ese mismo tramo. En 1941, al no ser la línea de ancho ibérico, la estación no fue nacionalizada y transferida a la recién creada RENFE, sino que pudo conservar su autonomía, al menos durante una década. 

### Bajo EFE y FEVE
El 1 de agosto de 1951 las líneas de los Ferrocarriles de Mallorca se nacionalizan y pasan a ser gestionados por Explotación de Ferrocarriles por el Estado (EFE). En 1956 comenzaron a circular los primeros automotores Ferrostaal traídos de Alemania. Fueron cuatro unidades de un solo coche que estuvieron en servicio hasta que fueron destruidas por un incendio diez años más tarde. El patrimonio ferroviario de Ferrocarriles de Mallorca quedó incorporado definitivamente al estado en 1959. EFE inició un proceso de sustitución de la tracción vapor por diésel, que supuso la eliminación de la tracción a vapor, cuyo último servicio aconteció el 12 de diciembre de 1964.
Sin embargo, con la creación de FEVE la explotación quedó a cargo de nueva compañía estatal en 1964. El 20 de junio de 1977 fue clausurado el tramo Empalme-Manacor-Artá, debido a un accidente en un paso a nivel en Petra. El cierre, que iba a ser temporal, se convirtió en definitivo. Este hecho supuso que la estación perdiera la conexión con Artá y Manacor. El 28 de febrero de 1981 fue clausurado un segundo tramo, el de Inca a La Puebla por falta de rentabilidad. En 1985 se completó la conversión del trazado de ancho de tres pies a ancho métrico, tras varios años de obras.

### Bajo SFM
El 31 de marzo de 1994 la gestión de FEVE se traspasa al gobierno balear, por medio de los Serveis Ferroviaris de Mallorca (SFM) fundados el 14 de enero de ese mismo año, que explota un total de 77 kilómetros de vías en ancho métrico.
En 1998 el Gobierno de las Islas Baleares inició las obras de reapertura de la línea de tren de Inca a La Puebla, recuperando el enlace el 27 de diciembre de 2000. 
El 11 de mayo de 2003 se recuperó el servicio ferroviario hasta Manacor. El 16 de febrero de 2012 se inauguró la electrificación de la línea. Finalmente, el 24 de febrero de 2012 se concluyeron las obras de electrificación entre Palma y Empalme, dando paso a unidades eléctricas de la serie 81 de SFM para cubrir este trayecto, realizándose en Empalme los trasbordos a unidades diésel de la serie 61 hasta La Puebla y Manacor, hasta la completa electrificación de la red el 8 de enero de 2019.

## La estación
Pertenece a las estaciones originales de la línea. En su inauguración, la estación se consideró como simple apeadero y sólo se construyó un edificio de 7 metros de ancho por 10 de largo, destinando la planta baja al servicio de viajeros y el piso principal para dependencia del jefe de estación. El edificio de viajeros actual de la estación se compone de dos plantas. Inicialmente fue concebido como simple casa de guarda con espacio para una pequeña sala de espera, pero el mismo año de su apertura se añadió una segunda planta que se utilizaría como vivienda del jefe de estación. Para disponer de esa estancia como vivienda para el jefe de estación se empezó finales de agosto de 1875 la construcción de un piso superior en el edificio, que sólo disponía de planta baja y cuya construcción ya estaba en curso al concluir 1874. Esta obra de ampliación quedaría lista a finales de noviembre de 1875.
Actualmente dispone de dos vías general y una tercera vía en toperas y conectada por el lado Palma a la izquierda de las generales, en kilometraje ascendente. La estación tiene el edificio original de viajeros a la derecha de las vías, no utilizable por los pasajeros. Hay accesos a cada una de los dos andenes de la estación, aunque hay un paso inferior para cambiar de andén, con escaleras y rampas. El acceso en el andén de la vía 1 se realiza por una estructura anexa al edificio de viajeros, mientras que el andén de las vías 2 y 3 dispone de un pequeño edificio de viajeros propio. También hay un acceso por otra estructura más próxima al costado de Inca. Dispone de aparcamiento.

## En la ficción
En la novela referida, durante la guerra civil española (1936-1939) las inmediaciones de la estación fueron bombardeadas por la aviación italiana. Las bombas habían inutilizado un tramo de la vía, aunque ni el jefe de estación ni su ayudante se percataron de ello, por lo que cuando el peligro cesó dieron salida a un convoy que acabó descarrilando. Tras el accidente, se supo que los agentes de la estación habían simpatizado con el bando republicano, por lo que fueron ejecutados aquel mismo día.

## Servicios ferroviarios
Desde el 13 de marzo de 2013 contó con servicio de Metro de Mallorca por medio de la línea M2, pero el 29 de abril de 2022 SFM decidió cerrar este servicio, traspasando sus servicios a las líneas de cercanías, 9 años después de su apertura. Desde entonces los trayectos con origen en Marrachí y fin en la estación de Palma son residuales. No existe este servicio en sábados ni festivos, ni en sentido Palma-Marrachí. Éstos se limitan a dos servicios al día en sentido Palma y en días laborales, circulando sin denominación de línea, realizando el servicio con trenes de la serie 71 de SFM.
La estación forma parte de las líneas T1, T2 y T3 de la red de Servicios Ferroviarios de Mallorca (SFM). El servicio se presta con trenes eléctricos de la serie 81 de SFM, fabricados por CAF. El horario de frecuencias de la estación puede consultarse en la siguiente página. En general, hay una frecuencia mínima de diez minutos hacia Palma en laborables y hasta de treinta minutos hacia Palma en sábados y festivos. Los tiempos de paso aumentan en las conexiones con La Puebla y Manacor, pudiendo llegar en algún momento a ser superior a la hora. 
Algunos de los servicios, especialmente de la T2, circulan sin paradas entre esta estación y Palma. Estos trenes semidirectos se conocen como Inca Express y acortan tiempos de viaje. Este servicio se presta con unidades eléctricas de piso bajo de la serie 91 de SFM y que iban a estar destinadas a la línea de Manacor a Artá.
| procedencia/destino | < estación           | Línea      | estación >           | destino/procedencia |
| ------------------- | -------------------- | ---------- | -------------------- | ------------------- |
| Palma de Mallorca   | Polígono de Marrachí | [ nota 1 ] | Caülls               | Inca                |
| Palma de Mallorca   | Polígono de Marrachí |            | Caülls               | La Puebla           |
| Palma de Mallorca   | Polígono de Marrachí |            | Caülls               | Manacor             |
| Terminal            | Terminal             | [ nota 4 ] | Polígono de Marrachí | Palma de Mallorca   |